# بيتر كريد
بيتر كريد (بالإنجليزية: Peter Creed)‏ هو لاعب إسكواش بريطاني، ولد في 31 مارس 1987 في Caerphilly ‏ في المملكة المتحدة.

## وصلات خارجية
- بيتر كريد على موقع الاتحاد الدولي لمحترفي الاسكواش (مؤرشف) (الإنجليزية)
- بيتر كريد على موقع SquashInfo.com (الإنجليزية)
- بيتر كريد على موقع اتحاد ألعاب الكومنولث (مؤرشف) (الإنجليزية)